# Anna Łękawa
Anna Łękawa (ur. 25 kwietnia 1911 w Łąkcie Dolnej, zm. 24 lutego 2012 w Bochni) – polska poetka i malarka ludowa, działaczka na rzecz kultury ludowej.

## Życiorys
Urodziła się w chłopskiej rodzinie. Po ślubie zamieszkała w Łąkcie Górnej. W wieku 45 lat zaczęła pisać wiersze i malować. Nie ukończyła szkół plastycznych z powodów trudnej sytuacji materialnej (jej rodzice wspomagali starszą siostrę na studiach).
Najwięcej wierszy opowiada o jej życiowych wydarzeniach np. dzieciństwie, młodości. Pierwszy tomik jej wierszy pod tytułem Sieroca dola został wydany przez Gminną Bibliotekę Publiczną w Żegocinie w 1997 roku. Znalazło się w nim 17 wierszy. Od tego czasu tomik ten był kilkakrotnie wznawiany. Kolejnym tomikiem jej wierszy jest Celem moim radość dawać: tomik wierszy wydany w 2011 roku przez Wydawnictwo Diecezji Tarnowskiej Biblos w Tarnowie.
Zmarła w szpitalu powiatowym w Bochni mając 101 lat. Jej grób znajduje się na cmentarzu parafialnym w Żegocinie. 
Część jej obrazów jest malowana na szkle.
Jej obrazy wystawione są m.in.: w Muzeum Etnograficznym w Krakowie, w Lublinie w Państwowym Muzeum na Majdanku, w Muzeum Historii Polskiego Ruchu Ludowego w Warszawie, w Muzeach Okręgowych w Bochni i Tarnowie oraz w kościele Zwiastowania Najświętszej Maryi Panny w Skępem. Stworzyła stacje drogi krzyżowej w Kościele parafialnym p.w Matki Bożej Nieustającej Pomocy w Łąkcie Górnej i w kościele Matki Bożej Nieustającej Pomocy w Kuryłowcach Murowanych koło Kamieńca Podolskiego na Ukrainie.

## Order i inne nagrody
- Krzyż Kawalerski Orderu Odrodzenia Polski za „wybitne zasługi w kultywowaniu twórczości ludowej”[3] (2011, w setnym roku życia)
- Odznaka Zasłużonego Działacza Kultury (1988)[1]
- „Order Serca – Matkom Wsi” (1989)
- Złoty Krzyż Zasługi (1999)[4]
- Medal Ogólnopolskiego Konkursu Twórczości Plastycznej Seniorów i Osób Niepełnosprawnych „Poza Barierami” (2005)[1]
- Nagroda im. Władysława Orkana (2007)[1]
- Honorowe Wyróżnienie „Bene Meritus dla Powiatu Bocheńskiego” (2007)
- Odznaka Honorowa „Zasłużony dla Kultury Polskiej” (2011).